# Јелшава
Јелшава (слч. Jelšava, мађ. Jolsva) град је у Словачкој, који се налази у оквиру Банскобистричког краја, где је у саставу округа Ревуца.

## Географија
Јелшава је смештена у јужном делу државе. Главни град државе, Братислава, налази се 310 километара западно од града.
Рељеф: Јелшава се развила у долини реке Мурањ, подно Муранских планина. Град је положен на приближно 260 метара надморске висине.
Клима: Клима у Јелшави је умерено континентална.
Воде: Кроз Јелшаву протиче река Мурањ. Она дели град на већи, западни и мањи, источни део.

## Историја
Људска насеља на овом простору везују се још за време праисторије. Први помен града је из 1243. године.
Крајем 1918. Јелшава је постала део новоосноване Чехословачке. У времену 1938-1944. године град је био враћен Хортијевој Мађарској, али је поново враћен Чехословачкој после рата. У време комунизма град је нагло индустријализован, па је дошло до наглог повећања становништва. После осамостаљења Словачке град је постао њено општинско средиште, али је дошло до привредних тешкоћа у време транзиције.

## Становништво
| Година:    | 1994. | 2004.    | 2014.   | 2024.   |
| ---------- | ----- | -------- | ------- | ------- |
| Број људи: | 2909  | 3249     | 3191    | 3177    |
| Разлика:   |       | +11,68 % | -1,78 % | -0,43 % |

| Година:    | 2023. | 2024.   |
| ---------- | ----- | ------- |
| Број људи: | 3160  | 3177    |
| Разлика:   |       | +0,53 % |

Данас Јелшава има преко 3.000 становника и последњих година број становника стагнира.
Етнички састав: По попису из 2001. састав је следећи:
- Словаци - 84,4%,
- Роми - 9,5%,
- Мађари - 2,5%,
- Чеси - 1,2%,
- остали.

Верски састав: По попису из 2001. састав је следећи:
- римокатолици - 40,8%,
- атеисти - 28,0%,
- лутерани - 16,3%,
- остали.

## Партнерски градови
- Уњичов
- Tótkomlós
- Надлак Шчекоћини